# Жигніца
Жигніца (рум. Jignița) — село у повіті Мехедінць в Румунії. Входить до складу комуни Кезенешть.
Село розташоване на відстані 255 км на захід від Бухареста, 21 км на північний схід від Дробета-Турну-Северина, 84 км на північний захід від Крайови.

## Населення
За даними перепису населення 2002 року у селі проживали 162 особи, з них 159 осіб (98,1%) румунів. Рідною мовою 159 осіб (98,1%) назвали румунську.